# Ocean Isle Beach
Ocean Isle Beach és una població dels Estats Units a l'estat de Carolina del Nord. Segons el cens del 2000 tenia 426 habitants.

## Demografia
Segons el cens del 2000, Ocean Isle Beach tenia 426 habitants, 209 habitatges i 141 famílies. La densitat de població era de 48 habitants per km².
Dels 209 habitatges en un 11,5% hi vivien nens de menys de 18 anys, en un 62,7% hi vivien parelles casades, en un 2,4% dones solteres, i en un 32,5% no eren unitats familiars. En el 25,4% dels habitatges hi vivien persones soles el 5,3% de les quals corresponia a persones de 65 anys o més que vivien soles. El nombre mitjà de persones vivint en cada habitatge era de 2,04 i el nombre mitjà de persones que vivien en cada família era de 2,4.
Per edats la població es repartia de la següent manera: un 10,3% tenia menys de 18 anys, un 5,4% entre 18 i 24, un 17,8% entre 25 i 44, un 45,3% de 45 a 60 i un 21,1% 65 anys o més.
L'edat mediana era de 53 anys. Per cada 100 dones de 18 o més anys hi havia 97,9 homes.
La renda mediana per habitatge era de 67.639 $ i la renda mediana per família de 65.625 $. Els homes tenien una renda mediana de 37.188 $ mentre que les dones 22.188 $. La renda per capita de la població era de 42.605 $. Entorn del 3,5% de les famílies i el 4,1% de la població estaven per davall del llindar de pobresa.

## Poblacions més properes
El següent diagrama mostra les poblacions més properes.